# Sénéchaussée de Rouergue
La Sénéchaussée de Rouergue était une circonscription militaire et judiciaire de l'Ancien Régime dont le chef était un officier royal appelé sénéchal.

## Présentation
Les sénéchaussées du comté de Toulouse ne semblent pas avoir été créées avant 1210, bien qu'on trouve mention de plusieurs personnages qualifiés de baillis ou viguiers dans des actes de 1203. Elles paraissent avoir été établies sur le modèle des sénéchaussées des provinces sous suzeraineté du roi d'Angleterre, comme par exemple la Saintonge où Raoul de Faye est sénéchal pour le roi d'Angleterre en 1168. En 1166, le vicomte de Béziers, Raimond Trencavel, cite un sénéchal dans son testament. Dans les domaines des comtes de Toulouse, Raymond VI puis Raymond VII n'ont pas désigné un seul sénéchal pour tous leurs domaines mais ont créé une sénéchaussée par diocèse, révocable à sa volonté. Le découpage des sénéchaussées dans les domaines du comte de Toulouse a suivi les conséquences des diverses modifications provoquées par la croisade des Albigeois. En 1210, un acte cite Raymond de Recalto, ou de Récault, portant le titre de sénéchal. Le comte de Toulouse a créé les sénéchaussées de Toulouse et d'Agenais en 1210, celle de Rouergue en 1226, celle de Quercy en 1229 et en Albigeois en 1236 mais qui est réunie à celle de Toulouse en 1251, celle de l'Agenais et du Quercy formèrent une seule sénéchaussée en 1259. En 1271, quand le roi Philippe le Hardi a recueilli la succession de son oncle Alphonse de Poitiers, il existait quatre sénéchaussées dans ces états, Toulouse, Agenais, Rouergue, comtat Venaissin.
Sa circonscription judiciaire pour la province du Rouergue, comprenait anciennement les vicomtés de Millau et de Saint-Antonin (dépendant toutefois de la sénéchaussée de Carcassonne  entre 1226 et 1271) et semble-t-il le comté de Rodez,
Par la suite, elle ne comprenait plus la vicomté de Millau, mais la partie rouergate de la vicomté de Carlat.
Le premier sénéchal de Rouergue mentionné par l'historien Gaujal est Guillaume de Bénac, exerçant en 1216 au nom de Simon IV de Montfort. Quelques-uns de ses successeurs furent nommés par les comtes de Toulouse, auxquels le comté de Rouergue appartint jusqu'en 1271. Mais à dater de cette époque, ce dernier fief ayant été réuni à la couronne, les sénéchaux dépendirent des rois de France ; et cet état de choses ne fut passagèrement interrompu que par le traité de Brétigny, qui fit passer la province sous la domination anglaise.

## Siège de la sénéchaussée
Plusieurs des articles de la charte accordant des privilèges à Najac, en décembre 1368, attestent que cette petite ville fut pendant un temps plus ou moins long le siège de la sénéchaussée.
D'après un mémoire dressé en 1505 par l'autorité communale de la cité de Rodez, au sujet des tailles, Rodez l'aurait aussi abrité ; ce qui lui valait, est-il dit, la visite de nombreux étrangers, source de profits abondants pour son commerce et son industrie.
Villefranche, quoique de fondation récente et malgré sa situation à l'extrémité de la province, l'emporta sur ces deux villes et obtint en juin 1370, comme récompense de son active participation à l'expulsion des Anglais, que le sénéchal, son juge-mage et le trésorier du Rouergue ne pussent avoir ailleurs leur résidence.
Déboutées, Najac et Rodez firent sans succès, à des dates différentes, des démarches multipliées dans le but de recouvrer cette faveur.

## Subdivisions de la sénéchaussée

### Moyen Âge
La sénéchaussée de Rouergue était constituée d'un grand nombre de baillies (territoire d'un bailliage ressortissant d'elle). En 1341, leur nombre était de seize :
1. Peyrusse ;
2. Roquecezière ;
3. Najac ;
4. Villeneuve ;
5. La Roque-Balzergue (cantons de Campagnac, de Réquista, de Laissac, de Sévérac, d'Espalion, d'Estaing, de Bozouls et de Vallon et Marcillac) ;
6. Laguiole (cantons de Laguiole, de Sainte-Geneviève, de Saint-Chély, de Saint-Amans, d'Espalion, d'Estaing, d'Entraygues et de Mur) ;
7. Sauveterre ;
8. Saint-Geniès ;
9. Saint-Rome ;
10. Verfeil (canton de Saint-Antonin) ;
11. Saint-Affrique (canton de Saint-Affrique) ;
12. Saint-Antonin (Ville de Saint-Antonin) ;
13. Cassagnes-Bégonhès (cantons de Cassagnes, de Réquista, de Naucelle, de Saint-Rome, de Salles-Curan, de Peyreleau, de Vézins et de Saint-Beauzély) ;
14. Millau (cantons de Millau, de Saint-Affrique, de Cornus, de Peyreleau, de Vézins et de Saint-Beauzély) ;
15. Compeyre (canton de Millau-Ouest ou Est ?) ;
16. Villefranche (cantons de Villefranche et de Rieupeyroux).

### Temps Modernes
Dans les quatre châtellenies de Rouergue, qui étaient la Guiole, La Roque-Valzergue, Cassaignoles et Saint-Geniès-de-Rive-d'Olt, unies depuis longtemps au comté de Rodez, il y avait des juges-châtelains royaux, appelés viguiers dans le ressort du Parlement de Toulouse, et prévôts dans le district du Parlement de Paris.
Il y avait aussi dans la ville de Mur-de-Barrez un juge-châtelain, qui avait dans son district les vingt-deux paroisses de la partie de la vicomté de Carladez qui est située dans la province de Rouergue. Ces juges ressortissaient du siège présidial de Villefranche, selon un accord intervenu entre les officiers de Villefranche et de Rodez. Les autres paroisses de la vicomté de Carlat situées dans la province d'Auvergne avaient une autre juridiction d'appeaux dont le siège était dans la ville de Vic-en-Carladès.
Le château de Laroque-Valzergues est démantelé par ordre de Richelieu et en 1660, sa justice est alors fusionnée avec celle de Saint-Saturnin-de-Lenne.

## Rôle du sénéchal
Les sénéchaux ont des fonctions étendues : justice, guerre, police et finances. Les sénéchaux appartenaient toujours à la noblesse, à l'inverse des baillis qui pouvaient être de simples jurisconsultes. Ils devaient prêter serment d'être loyaux et fidèles dans leur office, de rendre une justice exacte à chacun. Dans les domaines du comte de Toulouse, ils devaient aussi jurer de respecter un règlement dans lequel était inséré les principales libertés civiles. Ces libertés de la province ont été confirmées par une ordonanca du roi Louis le Hutin, en 1315. Les sénéchaux ne restaient pas longtemps dans la même sénéchaussée.

### Fonction militaire
Le sénéchal de Rouergue a le droit de convoquer le Ban et l'arrière ban lorsque le roi l'ordonne, et de commander la noblesse convoquée, comme aussi d'assiste à l'élection des consuls.
Ce sénéchal prend le titre de Sénéchal et gouverneur de Rouergue.

### Fonction de justice
Le Sénéchal de Rouergue est d'épée. La justice se rend en son nom à Villefranche et à Rodez.
À l'origine, l'une des obligations du sénéchal consistait à se rendre, accompagné des officiers de sa cour, dans certains lieux déterminés de son ressort pour y rendre la justice dans des assises périodiques et tenues publiquement.
Les appointements du sénéchal sont de 4 000 livres, dont il touche 3 700 livres sur le Trésor royal, 200 livres sur l'État du domaine de la Généralité de Montauban, et 100 livres à cause de Rodez sur le domaine de Navarre à Pau.
Un arrêt de règlement rendu, le 19 janvier 1495, par le parlement de Toulouse, a changé ce mode de procéder en statuant que les assises ne se tiendraient plus qu'au siège de la sénéchaussée, c'est-à-dire à Villefranche. En vertu de ce même acte, le sénéchal ne devait avoir que deux lieutenants principaux, un laïc et l'autre clerc, et un commissaire ad universitatem causarum, chargé de suppléer au besoin les lieutenants. Il était assisté du juge-mage, qui avait la prééminence sur les autres officiers, et qui se plaçait immédiatement à sa droite.
L'érection d'un présidial à Villefranche, en 1552, est encore venu modifier l'organisation de cette cour de justice. Le nouveau tribunal, qui prit le nom de sénéchal-présidial, et dont l'objet était de soulager le parlement en le déchargeant d'un grand nombre d'appels de peu d'importance, se composa d'abord de quinze conseillers. À sa tête fut toujours le sénéchal, mais avec un rôle considérablement amoindri au profit de celui du juge-mage.
Devenu centre judiciaire, Villefranche a alors concentré les hommes de loi, avocats et procureurs, qui officiaient également dans les justices seigneuriales.
Les greffes du présidial s'affermaient alors 10 000 livres ; et la sénéchaussée, réputée l'une des plus belles de France, 1 500 livres. Le sceau de cette sénéchaussée portait en 1576 simplement ces mots : Sigillum senescallie Ruthenensis.

## Liste des sénéchaux de Rouergue
Principalement d'après les travaux d'Hubert Affre, La Sénéchaussée de Rouergue, Rodez, 1903.
1. Guillaume de Bénac, sénéchal en 1216 pour Simon IV de Montfort, puis (1218) pour Amaury VI de Montfort.
2. Bérenger Centulli, établi en 1226 par le comte de Toulouse Raymond VII. On trouve en 1231, et autres dates voisines de celle-ci, un personnage de mêmes nom et prénom parmi les chanoines de la cathédrale de Rodez. On disait en langue vulgaire Berenguier Centols.
3. Géraud de Malamort, sénéchal pour le roi de Saint-Antonin en 1226 et 1249, il fut sénéchal du Quercy en 1256.
4. Bertrand Roques, sénéchal pour le comte de Toulouse en 1245.
5. Jean des Arcis, chevalier, sénéchal pour Alphonse comte de Toulouse en 1251 et 1253.
6. Pierre de Landreville, sénéchal pour Alphonse en 1256. Il l'était en même temps de l'Albigeois.
7. Philippe de Boissy ou Boissière, chevalier, créé par Alphonse en 1263, et confirmé ensuite par le roi, encore en place en 1266.
8. Gauffridi Bassi, chevalier, sénéchal en 1276 et en septembre 1278. Bonet-Louzet, juge-mage.
9. Guillaume de Mâcon, professeur ès lois, chevalier, sénéchal en 1278 et au mois d'août 1281.
10. Pierre Bouche, chevalier, sénéchal en 1281, et au mois de novembre 1286.
11. Aubert de Nangeville, chevalier, sénéchal en juin 1287 et en novembre 1294.
12. Gui de Cabrières, chevalier du roi, sénéchal en mai 1296.
13. Guillaume de Combrouse, chevalier, sénéchal en décembre 1296 et en février 1299. D'après une indication erronée du registre dit de l'Epervier, des archives communales de Millau, de Gaujal l'a inclus parmi les sénéchaux du comté de Rodez. Raymond de Bistarre était juge-mage sous Guillaume de Combrouse.
14. Jean de Cocyac, chevalier, seigneur de Beaumont, sénéchal en août 1299 et en juillet 1302.
15. Guibert de Peyrefort, sénéchal en 1302.
16. Pierre d'Alhi, chevalier, sénéchal en juillet 1305.
17. Pierre de Ferrières, chevalier, sénéchal en juillet 1306 et fin décembre 1319. Pons d'Homelas, chevalier, professeur de droit, juge-mage.
18. Gui de Cabrières, chevalier du roi, sénéchal en 1320 et 1321.
19. Dalmas de Marziac, chevalier, sénéchal en janvier 1322 et en mai 1325.
20. Régnaud de Jarmole, chevalier du roi, sénéchal en juin 1327 et en septembre 1333.
21. Pierre de Ferrières, chevalier, sénéchal en juillet 1334 et en août 1338. Pierre Aurelzer, clerc du roi, juge-mage.
22. Guillaume Rolland, chevalier, seigneur de Valon et de Villecomtal, sénéchal en 1339 et en septembre 1344.
23. Gui de Mortemar, chevalier, sénéchal en septembre 1345 et en septembre 1346.
24. Foulques de Moras, chevalier, seigneur de Grésiac, sénéchal en 1347 et en juin 1354.
25. Guillaume de Moriers, chevalier, seigneur de Saint-Pierre, sénéchal en avril 1355 et en février 1356.
26. R. de la Roque, sénéchal en décembre 1357. Suivant les comptes de Gui Pessoles, trésorier du consulat de la Cité de Rodez, il arriva dans cette ville le jeudi après la Saint-André 1357, peu après avoir été nommé « seneschals en Roergue per lo Rey nostre senhor ».
27. Bertrand de Terride, seigneur de Penneville et de Borret, diocèse de Toulouse, sénéchal en avril 1358 et en octobre 1361. Les mêmes comptes de Gui Pessoles nous apprennent que ce personnage, nommé sénéchal tout récemment, arriva à Rodez le 9 juillet 1358. Il contracta mariage, le 9 février 1361 devant Guillaume Canac, notaire de Rodez, avec Maralde de Landorre, sœur d'Arnaud, seigneur de Cadars et de Salmiech.
28. Amaniu de Foussat, noble de l'Agenais, nommé par le prince d'Aquitaine Edouard dit le Prince Noir, était en fonction dès le 31 décembre 1362.
29. Thomas de Wettenhall, chevalier du Cheshire (= comté de Chester, Angleterre), nommé par le prince d'Aquitaine Edouard dit le Prince Noir, était en poste dès le 4 décembre 1364, comme on le voit par les lettres de ce sénéchal, données à Saint-Antonin sous cette date, et qui font partie de la liasse cotée AA2 des archives de la Cité de Rodez. Il fut tué et ses troupes complètement défaites à Montlaur par les troupes françaises dirigées par Bouchard VII, comte de Vendôme et de Castres, sur la fin de septembre 1369. Il fut enterré à Montlaur, mais rien ne subsiste de sa tombe. Le 3 octobre suivant cette bataille, il y eut des prières publiques à Millau pour le repos de son âme. David Craddock, également un chevalier provenant du Cheshire, était lieutenant de ce sénéchal.
30. Arnaud de Landorre, chevalier, seigneur de Salmiech, vicomte de Cadars, fut nommé par Charles V vers le milieu d'avril 1369 et exerçait encore le 14 novembre 1374. Il avait épousé Jeanne Rolland, fille de Guillaume, l'un de ses prédécesseurs.
31. Gui de Lasteyrie, chevalier, seigneur du Sailhans, nommé par le duc d'Anjou, était en poste en novembre 1376. Il fut tué dans l'hôtel-de-ville de Montpellier, en 1379, à l'occasion d'un subside pour la levée duquel le duc d'Anjou l'avait nommé principal commissaire.
32. Arnaud de Landorre, redevint sénéchal peu de jours avant le 12 juin 1380. Il exerçait encore le 2 juillet 1386.
33. Garin d'Apcher, chevalier. Holino de Chirac passa par Millau le 5 septembre 1386, en se rendant à Villefranche pour prendre possession de la sénéchaussée au nom dudit d'Apchier. Celui-ci était encore en poste le premier octobre 1389.
34. Pierre, seigneur de Fontenay, chevalier et chambellan du roi, sénéchal le 3 février 1390 et aussi le 8 août 1394.
35. Jean de Folhala, seigneur du lieu à Vézac, coseigneur de Polminhac[4], sénéchal en 1395.
36. Jean de Bénavant, chevalier, seigneur dudit lieu et de la Condamine, reçut un cadeau offert par les consuls de la Cité de Rodez, le 24 février 1397, à l'occasion de sa récente promotion au sénéchalat. Il exerçait encore le 16 juillet 1406.
37. Gui d'Autry, seigneur de La Lande, chevalier et chambellan du roi, sénéchal le 15 mars 1411.
38. Geoffroy de Chabannes, seigneur de La Palisse et de Charlus , fut créé en 1466 Sénéchal du Rouergue par Charles VIII. Comme Gouverneur il donna quittance le 23 novembre 1488 auprès des Etats du Rouergue. ( Voir Archives du Tarn et Garonne - Fond d'Armagnac )à partir du 23 novembre 1488 où il do
39. Antoine de Lévis, seigneur de Caylus, de Villeneuve-la-Crémade, de Privezavc et de Penne, capitaine de 50 hommes d'armes, sénéchal 1568[5].
40. Jean V d'Arpajon, baron d'Arpajon et de Sévérac, sénéchal et gouverneur du Rouergue de 1592 à 1596.
41. François de Noailles[6],
42. Anne de Noailles, capitaine de 50 hommes d'armes, baron de Noailles, comte d'Ayen. Il se démit, et vendit sa charge au suivant au mois de février ou de mars 1657.
43. Jean I du Buisson, marquis de marquis de Bournazel, capitaine de cent hommes d'armes, sénéchal le 8 mai 1657, date du départ des consuls et du procureur du roi de Millau, chargés d'aller le complimenter. Il exerça sans interruption jusqu'à la fin de janvier 1681, époque de sa mort.
44. Jean II de Buisson, marquis de Bournazel, avait obtenu des lettres de survivance, en date du 15 juillet 1677. Il était encore en place le 13 décembre 1704 et aussi en 1710, suivant le Calendrier du Rouergue pour 1776. Jean du Rieu, écuyer, seigneur de Kaymar, juge-mage.
45. Jean-Marc de Dufaure, chevalier, comte de Boissières, en Quercy, sénéchal en 1711 et 1720.
46. Louis-Victor Dufaure, chevalier, seigneur de Montjaux, acheta, en 1720, avec l'agrément du roi, la charge de sénéchal. Les Annales de Villefranche, qui s'arrêtent à l'année 1731, le signalent à cette date comme non encore installé.
47. Jean-Baptiste de Marin, comte de Moncan, lieutenant-général et grand'croix de l'Ordre de Saint-Louis, fut nommé sénéchal et gouverneur du Rouergue le 1er mars 1767. Il resta en poste jusqu'à sa mort, en 1779.
48. Le prince de Saint-Mauris-Montbarey, sénéchal en 1788. Charles-Joseph Dubruel, juge-mage, était encore en fonction le 18 juin 1790.